# 울릉고등학교
울릉고등학교(鬱陵高等學校)는 대한민국 경상북도 울릉군 도동리에 있는 공립 고등학교이다.

## 학교 연혁
- 1954년 5월 18일 : 울릉수산고등학교 설립 인가(어로과 3학급)
- 1955년 12월 16일 : 울릉중학교와 병합
- 1970년 1월 31일 : 울릉종합고등학교로 개편 인가(어로, 보통, 가정 각 3학급)
- 1971년 3월 14일 : 현 위치로 학교 이전
- 1975년 3월 1일 : 울릉중학교와 분리
- 1983년 10월 22일 : 신관교사 증축(6교실)
- 1998년 4월 6일 : 급식 실시(울릉중, 우산중과 공동 급식)
- 1998년 9월 15일 : 학과 개편(해양생산과, 정보처리과, 보통과)
- 2001년 1월 17일 : 동백관 준공(식당, 기숙사, 사택)
- 2003년 9월 4일 : 봉래도서관 개관(장서 8,800권, 컴퓨터 7대, CD 188종)
- 2010년 3월 1일 : 울릉고등학교로 교명 변경
- 2012년 8월 22일 : 자율학교 지정(2013.03.01 ~ 2016.02.29, 3년간)
- 2014년 3월 3일 : 비즈쿨 도전학교 선정
- 2023년 12월 29일 : 제70회 졸업식(졸업생 30명, 누계 5,631명)
- 2024년 3월 1일 : 제37대 조영철 교장 취임
- 2024년 3월 4일 : 제73회 입학식(30명)

## 설치 학과
- 7차일반
- 경영회계과
- 해양레저과

## 참고 자료
- 울릉고등학교 - 한국교육학술정보원 학교알리미